# Loyalty Is Royalty
Loyalty Is Royalty è il quarto album del rapper statunitense Masta Killa, pubblicato nel 2017. Alle produzioni 9th Wonder, RZA e Dame Grease; tra gli ospiti, sono presenti anche gli altri affiliati del Wu-Tang Cappadonna, Method Man & Redman, GZA e Inspectah Deck, Prodigy dei Mobb Deep, KXNG CROOKED e Sean Price.

## Tracce
1. Intro – 0:51 – Ming-Hsueh Lin
2. Return of thee Masta Kill (featuring Young Dudas & Cappadonna) – 3:21 – P.F. Cuttin'
3. Loyalty Is Royalty (R.I.F. - Rapping Is Fundamental) (featuring AB & JR) – 2:37 – 9th Wonder
4. Therapy (featuring Method Man & Redman) – 3:05 – P.F. Cuttin'
5. OGs Told Me (featuring Boy Backs & Moe Roc) – 3:30 – Dame Grease
6. Wise Words by the RZA (featuring RZA) – 1:38 – RZA
7. Trouble – 2:38 – 9th Wonder
8. Skit – 0:55 – True Master
9. Down with Me (featuring Sean Price) – 3:46 – 9th Wonder
10. Tiger and the Mantice (featuring GZA & Inspectah Deck) – 2:41 – Blocade
11. Real People (featuring Prodigy & KXNG CROOKED) – 2:52 – Chainsaw
12. Flex with Me (featuring Chanel Sosa) – 3:25 – Masta Killa, P.F. Cuttin'
13. Calculated (featuring Ra Stacks & Nick Guns) – 4:42 – Cruz
14. Noodles, Pt. 1 – 3:28 – !llmind
15. Noodles, Pt. 2 – 2:11 – Masta Killa
16. Outro – 1:47 – Ming-Hsueh Lin